# Запорізьке (Нікопольський район)
Запорі́зьке — село в Україні, у Нікопольському районі Дніпропетровської області. Входить до складу Томаківської селищної громади.
До 2016 року орган місцевого самоврядування — Володимирівська сільська рада. Населення — 212 мешканців.

## Географія
Село Запорізьке знаходиться на відстані 2 км від сіл Володимирівка, Новоукраїнка і Садове. По селу протікає пересихаючий струмок з загатою. Поруч проходить автомобільна дорога Т 0420.

## Населення

### Мова
Розподіл населення за рідною мовою за даними перепису 2001 року:
| Мова       | Кількість | Відсоток |
| ---------- | --------- | -------- |
| українська | 204       | 96.23%   |
| російська  | 8         | 3.77%    |
| Усього     | 212       | 100%     |

## Інтернет-посилання
- Погода в селі Запорізьке [Архівовано 7 червня 2016 у Wayback Machine.]

1. ↑  Рідні мови в об'єднаних територіальних громадах України — Український центр суспільних даних